# Walterscheid Automobile Company
Walterscheid Automobile Company war ein US-amerikanischer Hersteller von Automobilen.

## Unternehmensgeschichte
Charles Walterscheid, W. M. Walterscheid und Alexander Glass gründeten das Unternehmen im Januar 1902. Der Sitz war in Wichita in Kansas. Im Frühjahr desselben Jahres begann die Produktion von Automobilen. Der Markenname lautete Walterscheid. 1903 endete die Produktion. Insgesamt entstanden nur wenige Fahrzeuge.
Eine zweite Quelle bestätigt die Personen, den Ort, die Bauzeit und den Markennamen, aber die Firmierung nicht. Dafür wird die Firmierung am 19. Januar 1902 in The Wichita Daily Eagle genannt.

## Fahrzeuge
Im Angebot standen ausschließlich Dampfwagen.